# 메가톤 (아이스크림)
메가톤바는 롯데웰푸드의 빙과류이며 100% 캐러멜만을 사용하여 만든 아이스크림이다. 첫출시 당시 메기병장으로 유명한 학사장교 출신 희극배우 이상운이 메가톤바의 CF모델로 출연했다.